# Левенцовский
Левенцо́вский жилой район (он же Левенцовский микрорайон) расположен на западной окраине города Ростова-на-Дону, где осуществляется комплексная жилая застройка, входит в состав Советского района.
Жилой район подразделяется на микрорайоны и кварталы жилых домов, некоторые из них получили названия: Английский, Итальянский, Французский, Левенцовка Парк, Пятый элемент, Западные Аллеи от ДОННЕФТЕСТРОЙ и т. д.
В течение июня и августа 2012 года были проведены аукционы по продаже права аренды 5-го и 6-го кварталов общей площадью 71,7 гектара.
Заселение первых домов началось 14 апреля 2010 года. Часть строящихся зданий участвует в программе льготного жилья для ветеранов ВОВ.

## Расположение жилого района
Район начинается от улицы Малиновского (пересечения с улицей Доватора и проспектом Стачки) и тянется на запад около 2,7 км. С юга граница района, помимо проспекта Стачки, проходит по Совхозной улице.

## Улицы, проспекты и площади
- проспект Маршала Жукова
- проспект Александра Солженицына
- улица Юрия Жданова
- площадь 1-го Гвардейского авиаполка[7]
- улица Ерёменко
- улица Еляна
- улица Ткачева

Фотогалерея
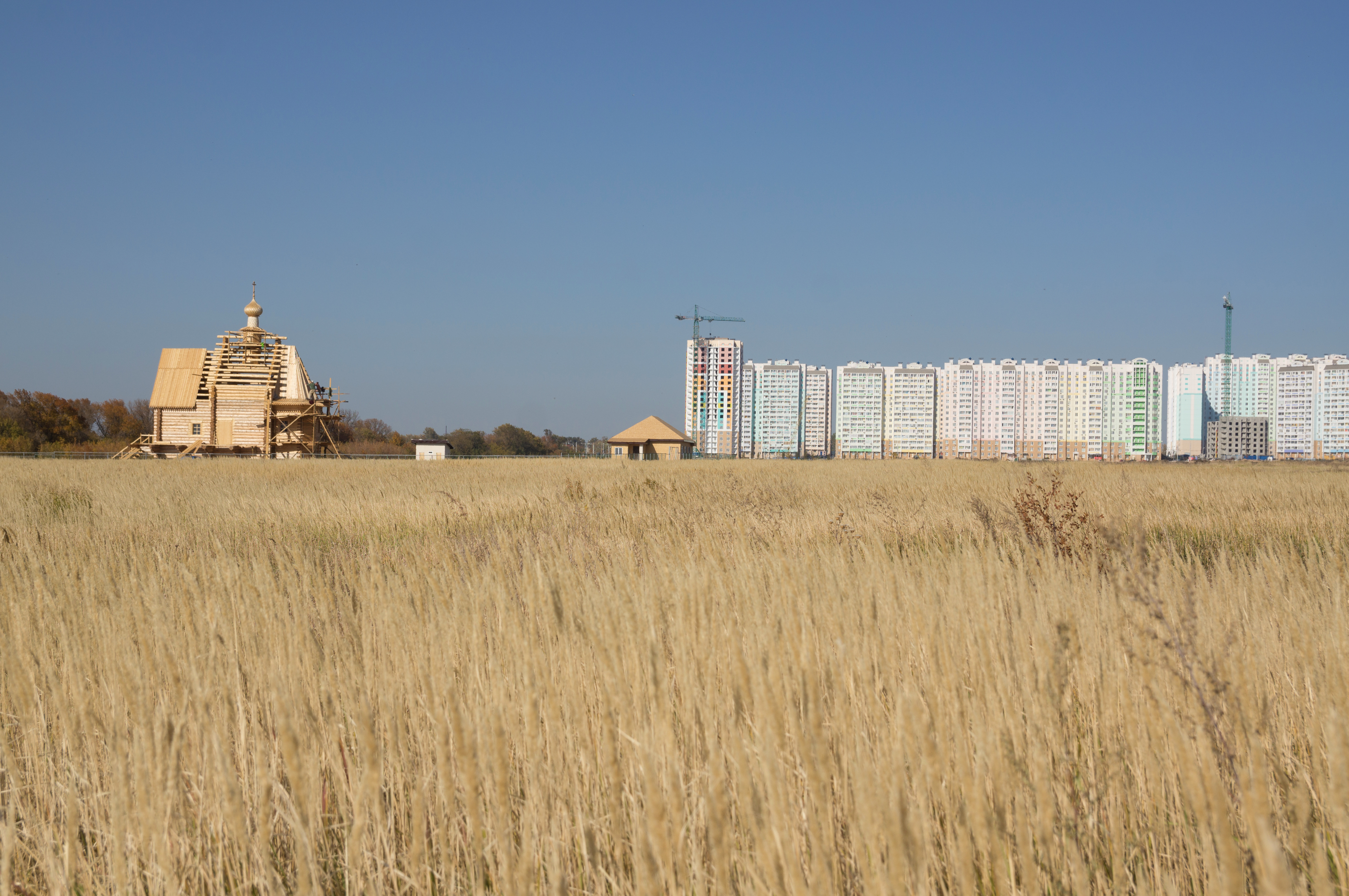
2014 год, церковь
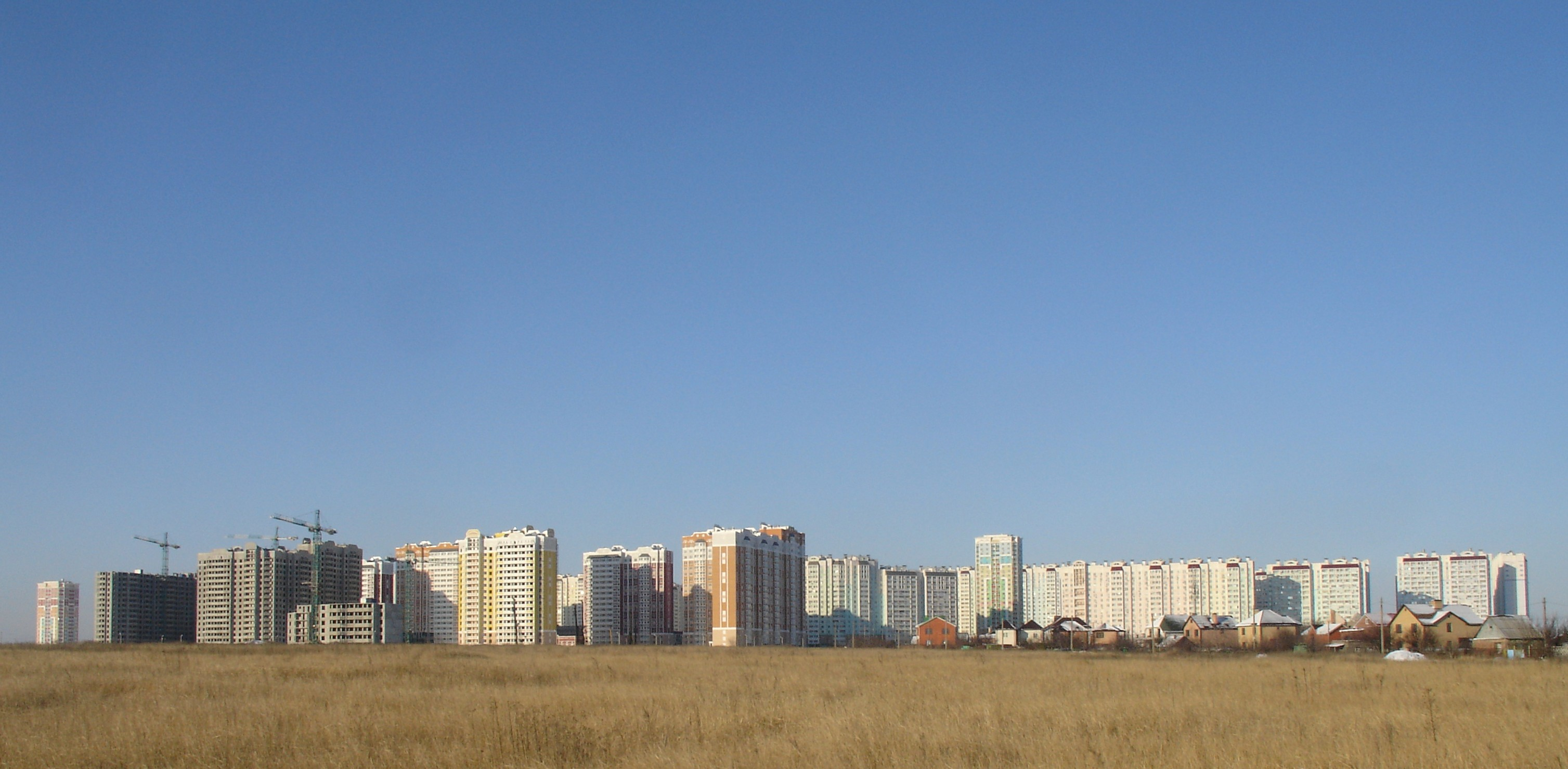
Левенцовский район в январе 2016 года
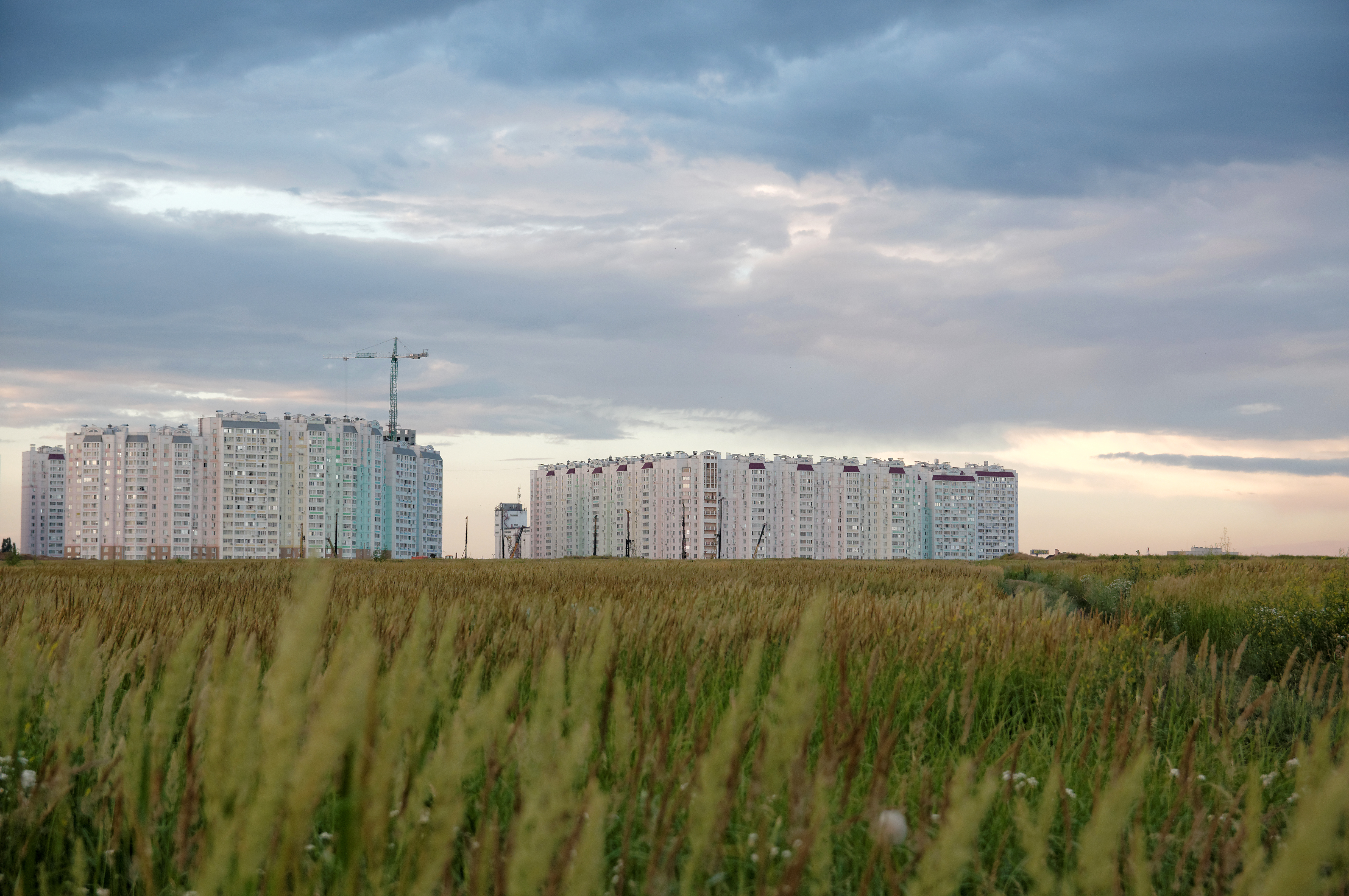
2014 год, начало строительства 6-го микрорайона

## Раскопки
В 1954 году Н. К. Верещагиным в Левенцовском карьере вместе с другими фаунистическими остатками в хапровской аллювиальной толще, относящейся к русловой фации палео-Дона, был найден фрагмент плюсневой кости верблюда-паракамелюса вида Paracamelus alutensis (№ 35676 в коллекции ЗИН РАН) со следами рубки и пиления-резания каменным орудием. Находка датируется финалом среднего виллафранка (2,1-1,97 млн л. н.) и таким образом может составлять древнейший след пребывания человека на территории Восточной Европы.

Наконечники стрел, найденных в Левенцовской крепости

В Левенцовский археологический комплекс эпохи бронзы входят: Левенцовское поселение, Ливенцовская крепость, Левенцовский курганный могильник (23 насыпи).